# رأفت بازو
رأفت بازو (31 يناير 1965) ممثل ومدبلج سوري ويعتبر أحد رواد الدوبلاج في مركز الزهرة.

## مسيرته
ولقد بدأت مسيرته في الدبلجة عام 1993م ولقد تميز بصوته الخاص والمميز في هذا المجال ولقد شارك في الكثير من الأدوار على قناة سبيستون وقناة سبيس باور حيث في سبيستون قام بأداء دور غوكو من دراغون بول زد الجزء الثاني وشجاع من أنا وأخواتي وروبن من باتمان وغيرها من الأدوار وامّا سبيس باور قام باداء دور ساسكي من ناروتو وسيف النار من الانمي سيف النار وريكا من شعلة ريكا وغيرها من الأدوار وبِالتالي بدأ بعمل الإشراف الفني في البرامج مثل (زافاري - ميغالو بوكس - ريف اند رول - عائلة مشيع ج1)

## أعماله
- إيداتين جمب - لبيب وماجد وغيث والراوي ومجد وبيرق وحازم وفادي وكمال والجرثومة الخبيثة ووالد ميساء
- دراغون بول
- دراغون بول زد - غوكو (غوغو) (الجزء الثاني)
- دراغون بول زد كاي - غوكو (غوغو)
- دراغون بول سوبر - غوكو
- ناروتو - أوتشيها ساسكي - كيبا - اوسوما
- شوت - رافع
- المحقق كونان الجزء الثاني - هيجي هاتوري
- المحقق كونان الجزء الثالث - المفتش ميغوري (الصوت الثاني)
- المحقق كونان الجزء الرابع - المحقق شيراتوري
- المحقق كونان الجزء الخامس - هيجي هاتوري (الصوت الأول)، الفتى الطائر
- المحقق كونان الجزء السادس - تاكاجي (الصوت الأول)، هيجي هاتوري (الصوت الثاني)
- المحقق كونان الجزء السابع - هيجي هاتوري
- المحقق كونان الجزء الثامن - هيجي هاتوري، كايتو كيد
- المحقق كونان الجزء التاسع - هيجي هاتوري
- ماجك كايتو 1412 - كايتو كوروبا / كايتو كيد
- سيف النار (هوكوتو نو كين)- سيف النار(كينشيرو)
- البؤساء - أنجلوراس، بابية، تيناردييه
- بينك بانتر (ج1 ج2) - ادوار ثانوية
- سلام دانك - فادي وسهيل
- باتمان - روبن
- بي بليد المعركة الحديدية -عقاب -المعلق
- دايس - زاك، ماركو
- بنات الميتم - بيغمي
- شعلة ريكا - ريكا
- ون بيس - ميهوك / دون كريغ
- أنا وأخواتي - شجاع
- سكوبي دو - شاغي
- فرقة العدالة - فلاش - ليكس لوثر
- الكابتن ماجد الجزء الثالث: مازن حلمي الكبير-
- المدرب فوزي- كارلوس سانتانا.
- الكابتن ماجد الشبح: وليد-عمار-الطبيب ستاين-بيير-كامل-معلق مباراة وليد وشنايدر.
- الثابتون - ليو
- عهد الأصدقاء - روسي، جيوفاني
- دروب ريمي - ريكاردو
- الضاحكون - ياكو
- تايني تون
- القناص - نيترو، ريبو، وينغ، شالنارك
- بوكيمون نسخة مركز الزهرة - بروك
- هزيم الرعد - ساندرا كوساي
- القناع - سرحان
- مدينة الأصدقاء - فارع
- السراب - تايسكي/ أونو
- هاجيكي - هاجيكي
- إينيوشا - ميراكو
- غانكوتسو:الكونت مونت كريستو - فرانس
- الأشاوس - ارعن
- صانع السلام - دوجي، أروسكي
- الملاذ الأخير - كولين شيتلاند وادوار أخرى
- ساموراي 7 - هاياشيدا هيهاتشي
- أسطورة النسر
- السيف والرقعة الحاسمة
- بي بو با - بي
- المقاتل النبيل - جيمي(غيتز)
- بن 10 نسخة مركز الزهرة - والد بن - ادوار أخرى
- أنا وأخي
- سيف الصاعقة
- بليزنج تينز
- بليزينغ تيم
- قنفوذ السريع (سونيك) ج3 - دجداج
- إيس فينتورا - إيس فينتورا
- 5 شارع الاصدقاء - رامي
- ليو كانغ في مورتال كومبات
- أوبتي مورفس
- محققو الحيوانات
- زاك ستورم
- توماس والأصدقاء - توماس (الصوت الأول)
- زافاري - كوينسي
- ميا ماوس - مارتي
- هيلو كيتي
- نحو الشمس
- الغواصة 707 : إمبراطوية المرجان
- فيلم المغامر كوغو (ج1، ج2 ، ج3)
- تراك تاون - جاك (الصوت الأول)
- أبطال الكرة الفرسان - عقاب - حاتم
- ميغالو بوكس - جو
- ريف اند رول
- أساطير في قادم الزمان - أيمن
- عائلة مشيع ج1

و غيرها من الأعمال الكثيرة على سبيستون وسبيس باور

## روابط خارجية
https://youtu.be/8mCUyt-9SMAكواليس تصوير دبلجة الفنان رأفت بازو
- رأفت بازو على موقع قاعدة بيانات الأفلام العربية